# João Teves
João Teves è un centro abitato di Capo Verde, situato nella parte centrale dell'isola di Santiago.
Si trova 19 km a nord-ovest della capitale Praia, sulla strada statale da Praia ad Assomada (EN1-ST01). È la sede del comune di São Lourenço dos Órgãos.
La sorgente del fiume Ribeira Seca scorre attraverso la città.